# Stenalcidia nitidaria
Stenalcidia nitidaria là một loài bướm đêm trong họ Geometridae.